# Værsgo 2
Værsgo 2 er et dansk hyldestalbum til Kim Larsen-albummet Værsgo fra 1973. Det blev udgivet den 6. juni 2005 på Copenhagen Records. Albummet er blevet certificeret guld for 25.000 solgte eksemplarer.

## Trackliste
1. Warwick Avenue – "Nanna"
2. Ataf Khawaja – "Hubertus"
3. Johnny Deluxe – "Joanna" (tidligere udgivet på deres album LUXUS)
4. Ida Corr – "Det er i dag et vejr..."
5. Nephew – "Byens hotel"
6. Østkyst Hustlers – "Det rager mig en bønne"
7. Rasmus Nøhr – "Blaffersangen"
8. Mikael Simpson – "Sylvesters drøm"
9. Juncker – "Hvis din far gi'r dig lov"
10. Klondyke – "Guleroden"
11. Hush – "Maria"
12. Marie Frank – "Er du jol mon!!!"
13. Allan Vegenfeldt – "Den rige og den fattige pige"
14. Tue West – "De fjorten astronauter"
15. epo-555 – "På en gren i vort kvarter"
16. Peter Sommer – "Jakob den glade"
17. Powersolo – "Christianshavns Kanal"

## Hitlisteplacering
| Hitliste (2005) | Højeste placering |
| --------------- | ----------------- |
| Danmark         | 5                 |